# Бамбергский Апокалипсис
Бамбергский Апокалипсис (Государственная библиотека Бамберга, Msc.Bibl.140) — богато иллюстрированная рукопись XI века, содержащая иллюстрированный цикл Книги Откровения Иоанна Богослова и евангельский лекционарий книг-перикоп. Эта средневековая иллюминированная рукопись была создана во времена династии Оттонов; неизвестно, был ли он заказан Оттоном III или Генрихом II. Он был завершён примерно между 1000 и 1020 годами. Есть доказательства того, что Генрих II подарил эту иллюминированную рукопись в 1020 году коллегиальному аббатству Святого Стефана по случаю его открытия. Бамбергский апокалипсис теперь находится в Бамбергской государственной библиотеке.

## История

### Происхождение
Дата завершения книги между 1000 и 1020 годами. Бамбергский апокалипсис был создан в скриптории на острове Райхенау.

### Тема
Темой этой иллюминированной рукописи является Апокалипсис и комментарии к Апокалипсису Беата. Несмотря на то, что апокалиптические мотивы встречаются в раннехристианском искусстве, нет никаких свидетельств существования каких-либо апокалиптических рукописей до каролингского периода. Рукописи Апокалипсиса создавались в три разных периода времени: каролингский, оттонский и романский. Бамбергский апокалипсис относится к разряду оттоновских апокалипсисов. В этот период Апокалипсис становился важной темой не только для элиты, но и для простых верующих. Христиане верили в идею Судного дня и считали, что это происходит в их эпоху.

### Покровитель
Многие учёные спорят о покровителе Бамбергского Апокалипсиса. Возможно, он был заказан Оттоном III, внезапно скончавшимся в 1002 году, или Генрихом II, который, возможно, нашёл незаконченную работу в скриптории и приказал её завершить. Генрих II вместе со своей женой Кунигундой подарил рукопись недавно созданному коллегиальному аббатству Святого Стефана в Бамберге.

## Описание

### Материалы
Рукопись состоит из 106 листов и иллюминирована 57 позолоченными миниатюрами и более 100 позолоченными инициалами. Размеры этой иллюминированной рукописи 29,5 х 20,5 см. В 2003 году он вместе с другими оттоновскими рукописями, созданными в Райхенау, был внесён в Международный реестр ЮНЕСКО «Память мира».

### Иллюстрации

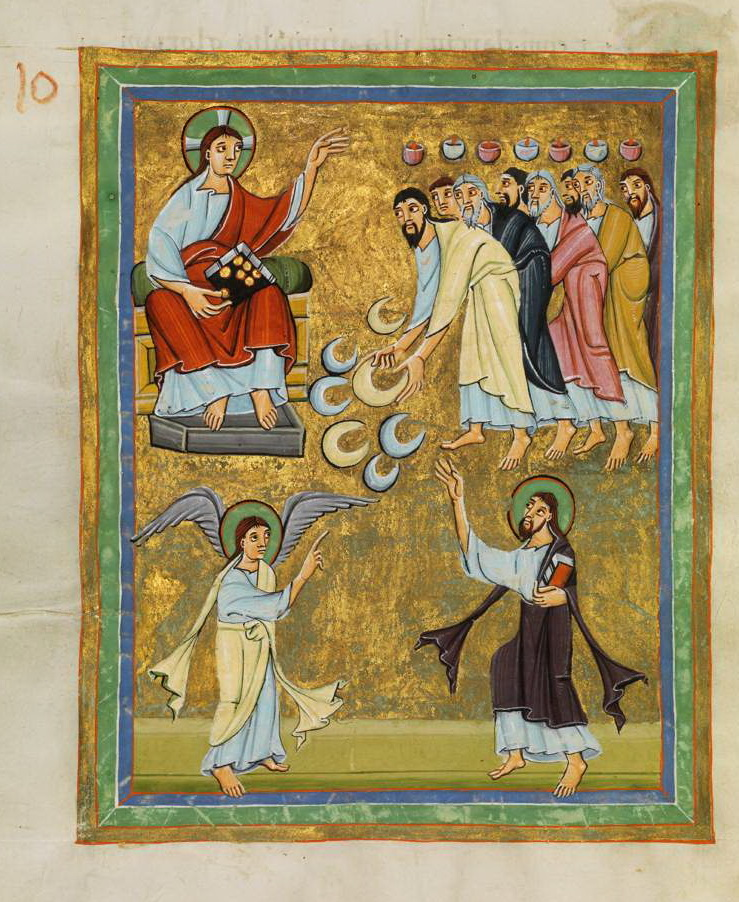
Бамбергский Апокалипсис

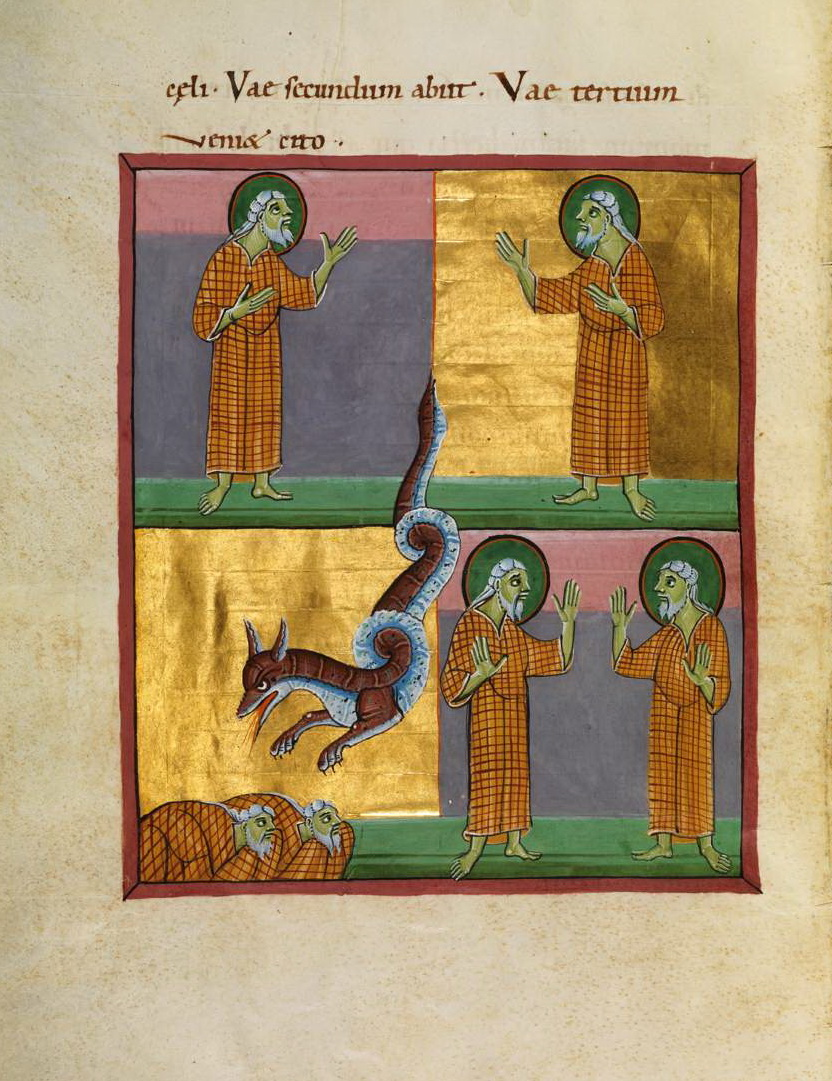
Бамбергский Апокалипсис

Стиль Бамбергского Апокалипсиса тесно связан с другими рукописями Райхенау, включая Перикопы Генриха II и Мюнхенские Евангелия Оттона III. Бамбергский Апокалипсис привлёк внимание многих учёных своими богатыми образами и текстом. Бамбергский Апокалипсис содержит пятьдесят миниатюр разных размеров, сопоставленных с библейским текстом. На заднем плане много золота с фигурами в перформативных позах. Бамбергский Апокалипсис выделяется своим новаторским представлением библейского текста. Например, эта рукопись считается первым сохранившимся изображением Страшного суда в рукописном стиле. На листе 27v Бамбергского Апокалипсиса есть первое полное изображение 11 главы Откровения с повествованием, разделённым на три ключевые сцены. Фигуры вверху проповедуют, когда зверь нападает на двух свидетелей, которые затем воскресают в правом нижнем регистре. Бамбергский Апокалипсис — единственная сохранившаяся иллюстрированная рукопись Оттоновского Апокалипсиса.